# Xavier Collette
Pour les articles homonymes, voir Collette (homonymie).
Xavier Collette, né le 17 octobre 1981, est un illustrateur et dessinateur de bande dessinée originaire de Belgique. Il utilise parfois le pseudonyme Coliandre.

## Biographie
Xavier Collette naît le 17 octobre 1981. Il commence par s’orienter vers des études scientifiques avant de s’inscrire dans une formation de graphiste à l’École supérieure des arts Saint-Luc de Liège. Il obtient son diplôme en 2004.
Il commence sa carrière en réalisant des illustrations pour des jeux de rôle avant de devenir concept artist pour un studio de jeux vidéo en Belgique. Il devient ensuite indépendant et travaille pour divers supports : couvertures de romans, bandes dessinées, livres jeunesse, jeux de société. Il s'installe alors en Bretagne.
S'associant à David Chauvel, il propose en 2010 une adaptation en bande dessinée d'Alice au pays des merveilles,. L'album paraît opportunément au moment de la sortie en salle du film Alice au pays des merveilles (Alice in Wonderland) de Tim Burton, ce que ne manque pas de souligner la critique,.
Toujours en 2010, il participe à l'artbook collectif Café Salé - CFSL Net T4 (Ankama Éditions). Puis à partir de 2014, paraît la série Le Soufflevent (quatre tomes parus entre 2014 et 2017), en collaboration avec la scénariste Mel Andoryss chez Delcourt.
En 2015, Xavier Collette illustre avec Igor Burlakov le jeu de société à succès Mysterium,.
À partir de 2015, il dessine des couvertures de romans pour les éditions Bragelonne, notamment pour l'éditeur Castelmore, le département de la société Bragelonne spécialisé dans la publication de livres pour adolescents sur le thème de la fantasy et de la science-fiction.
De 2017 à 2018, il exerce en tant que directeur artistique chez Libellud Digital avant de recommencer à travailler pour divers supports en indépendant notamment au niveau des couvertures de romans et des affiches d'évènements.

## Œuvres publiées

### Illustration jeunesse
- Gérard Moncomble, Seigneur Puma (dessin), MiCMaC, 2009  (ISBN 978-2-917460-44-3).
- Rozenn, Le chat qui avait peur des ombres, MiCMaC, 2010  (ISBN 978-2-917460-77-1).
- Gudule, Le Gondolier des ténèbres et autres contes de la peur, MiCMaC, 2010  (ISBN 978-2-362-21010-5).
- Estelle Billon-Spagnol, Le Petit Bois du dimanche soir, Chocolat ! Jeunesse, 2011  (ISBN 978-2-917516-18-8).
- Emmanuel Trédez, Éclatante sera ma vengeance, Paris, Poulpe fictions, 2024  (ISBN 978-2-37742-317-0).

### Bande dessinée
- Alice au pays des merveilles[17], Drugstore, coll. « Roman graphique », Issy-les-Moulineaux, mars 2010
Scénario : David Chauvel - Dessin et couleurs : Xavier Collette -  (ISBN 978-2-7234-7242-5)d'après Lewis Carroll. Réédité dans la série Les Grands Classiques de la littérature en bande dessinée coéditée par Glénat et Le Monde en 2018  (ISBN 978-2-357-10571-3 et 978-2-357-10572-0)
- Le Soufflevent (dessin), avec Mel Andoryss (scénario), Delcourt, coll. « Jeunesse » :

1. New Pearl - Alexandrie, janvier 2014  (ISBN 978-2-7560-3300-6) [10],[18].
2. Côtes pirates - Monts andémiens, janvier 2015  (ISBN 978-2-7560-5403-2) [19].
3. Alexandrie - Dent de Parnasse, juin 2016  (ISBN 978-2-7560-6378-2) [20].
4. Ys - Horizon, avril 2017  (ISBN 978-2-7560-8518-0).

### Illustration de jeux
Sauf précision, il s'agit de jeux de société.
- Timeline, Asmodée, 2010.
- Noé, Bombyx, 2012.
- Dixit : Journey, Libellud, 2012[21].
- Les Trois Petits Cochons, Purple Brain, 2013.
- Abyss, Bombyx, 2014 [22],[23]
- Abyss : The Universe, Bombyx, 2015.
- Abyss : Kraken, Bombyx, 2015.
- Mysterium, Libellud, 2015 [11],[12].
- Mysterium : Hidden Signs, Libellud, 2016.
- Conan, Monolith, 2016.
- Mysterium : Secret & Lies, Libellud, 2017.
- Muna (jeu vidéo), Libellud Digital, 2017-2018.
- Château Aventure, Iello, 2018.
- Dixit : Anniversary, Libellud, 2018 [21].
- Obscurio, Libellud, 2019.
- Mysterium Park, Libellud, 2020.

## Prix et récompenses
- 2015 : Tric Trac d’or, catégorie « illustrateur »[24] ;
- 2016 : Tric Trac d’or, catégorie « illustrateur »[25].